# Памятник жителям блокадного Ленинграда (Манчестер)
Памятник жителям блокадного Ленинграда и советским солдатам  установлен  в Манчестере (Великобритания) в память об  освобождавших Европу от немецко-фашистских  войск  солдатах.
Ленинград (ныне Санкт-Петербург) и Манчестер являются городами-побратимами, что и стало одним из поводов для установки такого памятника. Побратимские связи между этими городами были установлены в 1962 году.
Еще раньше, в начале блокады, лорд-мэр Манчестера направил жителям оказавшегося в блокадном кольце города телеграмму со словами поддержки. Этот жест впоследствии не был  забыт, а  между городами были установлены  побратимские связи.
Монумент размещён в кенотафе на главной городской площади Манчестера. Площадь Святого Петра, как она называется, является  местом расположения  военного кенотафа  еще  со времён окончания  Первой мировой войны. Позднее к тому мемориалу  был присоединён ещё один, посвящённый  уже бойцам Второй  Мировой войны.  Рядом с ними расположился и мемориал, посвящённый блокадникам Ленинграда и солдатам  Красной Армии.
Инициатива  создания этого памятника принадлежит российской диаспоре Манчестера, поддержали её Посольство Российской Федерации в Великобритании и Комитет по внешним связям Санкт-Петербурга. Также идея  установки такого памятника нашла поддержку  и у лорда-мэра  Манчестера.
Автор памятника – Людмила Максимова.
На  церемонии открытия  монумента присутствовали Посол Российской Федерации в Соединенном Королевстве Великобритании и Ирландии, лорд-мэр Манчестера, автор памятника и представители российской диаспоры этого города.
Первоначально церемония открытия  памятника была намечена  на 9 мая 2020 года, однако вследствие пандемии коронавируса  дата  открытия памятника была перенесена.
В  итоге было принято решение приурочить открытие памятника к дню полного окончания  Второй Мировой войны  - 2 сентября.

## Описание памятника
Памятник представляет из себя чёрную мраморную доску, расположенную на белом каменном постаменте из песчаника.
На мраморной доске нанесена надпись золотого цвета:
«В память о советских солдатах, которые отдали свои жизни, освобождая Европу, и в знак признательности храбрым людям осаждённого Ленинграда. 1941-1945. Никто не забыт»
В оригинале текст представлен на английском языке, выше указан официальный перевод памятной надписи на мемориальной доске.
Памятник расположен около мемориальных табличек, посвящённых солдатам, погибшим в войнах XX века.